# 戴维·A·莱克
戴维·A·莱克（1956年8月10日—）是一位美国政治学家，加州大學聖地牙哥分校教授，专攻國際關係學和国际政治经济学，2006年当选美国文理科学院院士，还曾担任國際研究協會和美國政治學會主席。

## 代表作品
- 《国际关系中的等级制》（Hierarchy in international relations）
- 《战略选择与国际关系》（Strategic Choice and International Relations，与罗伯特·L·鲍威尔合著）
- 《国际政治经济学：审视全球权力与财富》（World Politics: Interests, Interactions, Institutions，与杰弗里·A·弗里登合著）